# Callabiana
Callabiana là một đô thị ở tỉnh Biella vùng Piedmont của nước Ý, có vị trí cách khoảng 70 km về phía đông bắc của of Torino và khoảng 4 km về phía tây bắc của of Biella. Tại thời điểm ngày 31 tháng 12 năm 2004, đô thị này có dân số 139 và diện tích là 7,3 km².
Callabiana giáp các đô thị: Andorno Micca, Bioglio, Camandona, Gaby, Pettinengo, Piatto, Piedicavallo, Selve Marcone, Tavigliano, Vallanzengo.
Callabiana nằm bên sườn Monte Casto, được chia thành 14 làng: Trabbia, Lucca, Virla, Socco, Steglio, Cordaro, Nelva, Corte, Fusero, Chiesa, Pianezze, Cascina Nuova, Vacchione, Pettani, quan trọng nhất là Pianezze.